# Kazinczy Klára
Kazinczy Klára (Felsőgellér, 1785. szeptember 2. – Teskánd, 1849. augusztus 14.) költőnő, Pálóczi Horváth Ádám költő neje. A Göcseji Helikon tagja.

## Életútja
Kazinczy János magyarszékelyi (Tolna megye) református prédikátor és Juhász Katalin leánya, akit Horváth Ádám 1806-ban örökbe fogadott és azt hitte róla, hogy a saját lánya. 1814-ben, Pálóczi Horváth Ádám által szervezett Göcseji Helikon nevű női költői körnek a tagja lett; a további tagja a csoportnak, muzsaji Dóczy Terézia (1776–1842) asszony, tubolyszeghi Tuboly Erzsébet (1793–1819) valamint tubolyszeghi Tuboly Rozália (1791–1872), tubolyszeghi Tuboly László (1756-1828) főszolgabíró és boldogfai Farkas Erzsébet (1761-1801) hajadon lányai voltak. Eliz és Róza Kazinczy Klárával jó barátságban, együtt töltötték az időt. A téli estéken fontak és Horváth "occasionalis" énekeit az inszurrekcióról, Napoleon futásáról, stb. dalolták és az öreg poéta klavikordiumán egy kézen kísérte a dalt és a leányok (mint írja egyik levélben) meg voltak vele elégedve. Sőt e három leány műkedvelő költő is volt. Verseket, dalokat írtak. Kazinczy Klára barátnője, muzsaji Dóczy Terézia hatására kezdett verseket írni, a keszthelyi Georgikon ünnepségein is gyakran rész vett.
Kazinczy Klára édesanyja 1817-ben felfedte, hogy nem Horváttól származik a gyermek, így az 1818. augusztus 11-én nőül vette Klárát; 1820. január 28-ig boldog házasságban éltek, midőn férje 1821. január 28-án meghalt. 
Horváth Ádám bővebben nyilatkozik nejéről és a reá vonatkozó mende-mondákról Kazinczy Ferenchez írt leveleiben, és a költőnő verseit is megküldi; ezekből Abafi Lajos néhány költeményét közli: A magánosság felel egy a klastromba készülőnek, tubolyszeghi Tuboly Lászlónak (1756-1828) László napjára, Isishez ének, a Keszthelyi Georgicon innepére 20. Mai. 1817., Az álhatatos Thalia és Gróf Festetich György halálára.